# Vladimir Maslatchenko
Vladimir Nikitovitch Maslatchenko (en russe : Владимир Никитович Маслаченко), né le 5 mars 1936 à Vassylkiv et mort le 28 novembre 2010 à Moscou, est un footballeur soviétique qui évoluait au poste de gardien de but dans les années 1950 et 1960. Il fut champion d'Europe en 1960 avec l'Union soviétique.

## Les débuts au Dniepr Dniepropetrovsk
Maslatchenko est formé au Dniepr Dniepropetrovsk (qui s'appelait en ce temps-là Metalurg Dniepropetrovsk). Il commence sa carrière lors de la saison 1953 et évolue en seconde division russe avec le Dniep. Il y reste pendant 4 saisons.

## La découverte du Championnat d'Union soviétique
Vladimir Maslatchenko est transféré au Lokomotiv Moscou, infiltre ses rangs lors de la saison 1957 et joue sa première saison parmi l'élite soviétique. Cette première année révèle Maslatchenko et permet au Lokomotiv de finir 4e et de faire oublier les contre-performances des années précédentes ; le Lokomotiv remporte la Coupe d'URSS de football la même année après leur victoire sur le Spartak Moscou 1-0.
La saison 1958 est sans trophée pour le gardien soviétique et pour son club : le Lokomotiv finit 5e et est éliminé de la coupe nationale en demi-finale. Maslatchenko fait partie des joueurs soviétiques pour la Coupe du monde de football 1958 où Maslatchenko est le plus souvent sur le banc. La saison 1959 voit le Lokomotiv prendre la deuxième place au classement à 2 points du Dynamo Moscou.

## Champion d'Europe 1960
Maslatchenko et son équipe finissent à la 5e place du championnat en 1960 et sont éliminés en 32e de finale en coupe, une performance à oublier pour le club mais pas pour son gardien car Maslatchenko est sélectionné par Gavriil Kachalin pour être la doublure de Lev Yachine pour l'Euro 1960 en France. Maslatchenko voit les exploits de son équipe depuis le banc jusqu'à la victoire face à la Yougoslavie qui permet à l'URSS de remporter son seul titre européen.
La saison 1961 est la dernière de Maslatchenko sous le maillot du Lokomotiv, l'équipe termine 5e et se fait éliminer lors de la coupe d'URSS ; seule consolation pour cette année, Vladimir Maslatchenko est élu gardien soviétique de l'année. Maslatchenko est transféré ensuite au Spartak Moscou.

## Champion d'URSS
La saison 1962 commence et tout de suite Maslatchenko montre tous ses talents. Pour preuve, il remporte son premier titre de champion soviétique avec le Spartak devant le Dynamo Moscou. Maslatchenko disputera cette même année deux matchs de qualification pour la coupe du monde qui se soldent par des victoires l'URSS sur la Norvège (5-2) et la Turquie (1-0). Il dispute aussi la Coupe du monde de football de 1962 mais doit se contenter encore du banc des remplaçants.
L'année suivante, le Spartak finit deuxième du championnat derrière le Dynamo Moscou mais Maslatchenko remporte sa deuxième Coupe d'URSS de football en battant le Chakhtior Donetsk (Shakhtar Donetsk en ce temps) 2-1.

## Fin de carrière
La saison 1964 est à oublier pour Maslatchenko et le Spartak avec une 8e place décevante à la fin du championnat et une élimination en demi-finale de coupe nationale. La saison 1965 voit le Spartak terminer à la même place que la saison précédente mais il remporte la coupe d'URSS devant le Dynamo Minsk 2-1 après un match nul 0-0, c'est le dernier trophée de Maslatchenko.
La saison 1966 montre un léger rebond du Spartak qui termine 4e à 14 points du champion le Dynamo Kiev.
La saison 1967 voit le Spartak replonger, finir 7e et être éliminé dès son entrée dans la coupe d'URSS mais Maslatchenko découvre la Coupe d'Europe des vainqueurs de coupe de football : l'équipe passe le premier tour face à l'OFK Belgrade avec une victoire 1-3 à l'aller et 3-0 à Moscou mais les soviétiques se font sortir par le Rapid de Vienne (1-1;0-1).
La saison 1968 est la dernière de la carrière de Vladimir qui finit avec son équipe deuxième du championnat.

## Décès
Il est victime d'un accident vasculaire cérébral qui lui paralyse une partie du visage. Il est hospitalisé d'urgence le 18 novembre et son état se stabilise  selon un ami de Maslatchenko. Il décède finalement dix jours plus tard. Il occupait les fonctions de commentateurs sportifs pour la chaine NTV.
Dmitri Medvedev et Vladimir Poutine exprimeront leurs condoléances à la famille de l'ancien champion d'Europe.

## Statistiques de joueur
| Saison                | Club                       | Championnat           | Championnat | Championnat | Coupe(s) nationale(s) | Coupe(s) nationale(s) | Compétition(s) continentale(s) | Compétition(s) continentale(s) | Compétition(s) continentale(s) | Total | Total |
| Saison                | Club                       | Division              | M.          | B.          | M.                    | B.                    | Comp.                          | M.                             | B.                             | M.    | B.    |
| 1953                  | Metallourg Dniepropetrovsk | D2                    | 2           | 0           | 1                     | 0                     | -                              | -                              | -                              | 3     | 0     |
| 1954                  | Metallourg Dniepropetrovsk | D2                    | 3           | 0           | 2                     | 0                     | -                              | -                              | -                              | 5     | 0     |
| 1955                  | Metallourg Dniepropetrovsk | D2                    | 28          | 0           | 4                     | 0                     | -                              | -                              | -                              | 32    | 0     |
| 1956                  | Metallourg Dniepropetrovsk | D2                    | 23          | 0           | -                     | -                     | -                              | -                              | -                              | 23    | 0     |
| Sous-total            | Sous-total                 | Sous-total            | 56          | 0           | 7                     | 0                     | -                              | -                              | -                              | 63    | 0     |
| 1957                  | Lokomotiv Moscou           | D1                    | 18          | 0           | 5                     | 0                     | -                              | -                              | -                              | 23    | 0     |
| 1958                  | Lokomotiv Moscou           | D1                    | 22          | 0           | 4                     | 0                     | -                              | -                              | -                              | 26    | 0     |
| 1959                  | Lokomotiv Moscou           | D1                    | 22          | 0           | 1                     | 0                     | -                              | -                              | -                              | 23    | 0     |
| 1960                  | Lokomotiv Moscou           | D1                    | 28          | 0           | -                     | -                     | -                              | -                              | -                              | 28    | 0     |
| 1961                  | Lokomotiv Moscou           | D1                    | 24          | 0           | 3                     | 0                     | -                              | -                              | -                              | 27    | 0     |
| 1962                  | Lokomotiv Moscou           | D1                    | 5           | 0           | -                     | -                     | -                              | -                              | -                              | 5     | 0     |
| Sous-total            | Sous-total                 | Sous-total            | 119         | 0           | 13                    | 0                     | -                              | -                              | -                              | 132   | 0     |
| 1962                  | Spartak Moscou             | D1                    | 11          | 0           | -                     | -                     | -                              | -                              | -                              | 11    | 0     |
| 1963                  | Spartak Moscou             | D1                    | 37          | 7           | 5                     | 0                     | -                              | -                              | -                              | 42    | 7     |
| 1964                  | Spartak Moscou             | D1                    | 22          | 5           | 4                     | 0                     | -                              | -                              | -                              | 26    | 5     |
| 1965                  | Spartak Moscou             | D1                    | 28          | 7           | 6                     | 0                     | -                              | -                              | -                              | 34    | 7     |
| 1966                  | Spartak Moscou             | D1                    | 34          | 3           | 2                     | 0                     | C2                             | 4                              | 0                              | 40    | 3     |
| 1967                  | Spartak Moscou             | D1                    | 32          | 1           | -                     | -                     | -                              | -                              | -                              | 32    | 1     |
| 1968                  | Spartak Moscou             | D1                    | 32          | 0           | 1                     | 0                     | -                              | -                              | -                              | 33    | 0     |
| Sous-total            | Sous-total                 | Sous-total            | 196         | 0           | 18                    | 0                     | -                              | 4                              | 0                              | 218   | 0     |
| Total sur la carrière | Total sur la carrière      | Total sur la carrière | 371         | 0           | 38                    | 0                     | -                              | 4                              | 0                              | 413   | 0     |

## Palmarès
Lokomotiv Moscou
- Vainqueur de la Coupe d'Union soviétique en 1957.

 Spartak Moscou
- Champion d'Union soviétique en 1962.
- Vainqueur de la Coupe d'Union soviétique en 1963 et 1965.

 Union soviétique
- Champion d'Europe en 1960.